# Ли Гон Хи
Ли Гон Хи (кор. 이건희, общепринятая латинская транскрипция — Lee Kun-hee; 9 января 1942, Ыйрён, Кёнсан-Намдо, Генерал-губернаторство Корея — 25 октября 2020, Сеул, Республика Корея) — южнокорейский промышленник, председатель концерна «Samsung». По оценкам Forbes, с чистой прибылью в $12,6 млрд он и его семья входят в число самых богатых людей в мире. Он являлся третьим сыном основателя Samsung Ли Бён Чхоля. Член Международного олимпийского комитета (1996). Владел корейским, английским и японским языками.

## Биография
Ли Гон Хи присоединился к Samsung Group в 1968 году и взял на себя председательство 1 декабря 1987 года, всего через две недели после смерти его отца и основателя Samsung Ли Бён Чхоля. В начале 1990-х Samsung Group была чрезмерно сосредоточена на производстве огромного количества некачественных товаров: компания не была готова конкурировать по качеству. В 1993 году Ли сказал «Измените всё, кроме вашей жены и детей» и, оставаясь верным своему слову, попытался глубоко реформировать корейскую корпоративную культуру, которая некогда характеризовала Samsung до этого момента. Иностранные сотрудники были привлечены в компанию, и местные сотрудники были отправлены на стажировки. Ли способствовал развитию международного бизнеса в компании.
Под руководством Ли Гон Хи компания была преобразована из корейского локального производителя бюджетных продуктов в крупную международную корпорацию, и возможно, самый видный азиатский бренд во всем мире. Одно из дочерних предприятий группы, компания Samsung Electronics, является сейчас одним из ведущих разработчиков и производителей полупроводников в мире, и было включено в список 100 крупнейших корпораций в мире по версии Fortune в 2007 году. Сегодня доходы Samsung в 39 раз превышают уровень дохода в 1987 году и генерируют около 20 процентов ВВП Южной Кореи. Ли являлся самым богатым человеком в Республике Корея.
21 апреля 2008 года на фоне проходящего в отношении него расследования в коррупции он официально ушёл в отставку и заявил: «Мы, в том числе и я, причинили проблемы для нации с этим особым расследованием, я глубоко извиняюсь за них, и я возьму на себя полную и юридическую, и моральную ответственность за всё». 29 декабря 2009 года Ли Гон Хи переехал.
24 марта 2010 года он объявил о своём возвращении к Samsung Electronics в качестве его председателя.
В интервью Ли выразил гордость тем, что Samsung привлекает лучшие умы в Южной Корее, но добавил, что его новая цель заключается в привлечении талантов со всего мира для того, чтобы Samsung оставалась одной из лучших компаний в мире.
Известные промышленные дочерние Samsung включают «Samsung Electronics» (крупнейшая в мире информационных технологий компания в 2011 году), «Samsung Heavy Industries» (второй по величине судостроитель в мире в 2010 году), «Samsung Engineering» и «Samsung C&T» (35-е и 72-е крупнейшие строительные компании в мире соответственно), и «Samsung Techwin» (производитель технологичного оружия и оптоэлектроники). Другие известные дочерние компании Samsung включают в себя страхование жизни (14-я в мире по величине компания по страхованию жизни), «Samsung Everland» (оператор Everland Resort, старейший тематический парк в Республике Корея) и «Cheil Worldwide» (19-е крупнейшее в мире рекламное агентство в 2010 году).
Samsung производит около пятой части всего экспорта Республики Корея, и её доходы больше, чем ВВП многих стран; в 2006 году это было бы 35-й по величине экономикой в мире. Компания имеет мощное влияние на экономическое развитие Республики Корея, политики, средств массовой информации и культуры, и была главной движущей силой «Чудо на реке Ханган».
Скончался 25 октября 2020 года от сердечного приступа.

## Меценатство
В 1990 году, в честь своего отца, Ли Гон Хи учредил премию Хоам («Хоам» — псевдоним Ли Бён Чхоля). Ежегодно премия вручается в 7 категориях — «Физика и математика», «Химия и науки о жизни», «Инженерия», «Медицина», «Искусство», «Служение обществу» и «Специальная область». Каждому лауреату премии вручают золотую медаль, диплом лауреата и 300 000 000 корейских вон (примерно 270 000 долларов США на момент 2020 года).